# Доксициклин
Доксициклин (Вибрамицин) је антибиотик широког спектра из групе тетрациклина, са бактериостатским дејством на велики број микроорганизама (Грам-позитивне и Грам-негативне бактерије, рикеције, хламидије, микоплазме, борелије, лептоспире идр.). У бактеријској ћелији доксициклин се везује за 30S субјединицу рибозома и тиме инхибира синтезу протеина.

## Дејство
Антибактеријски спектар доксициклина обухвата сљедеће микроорганизме:
- Грам-позитивне коке
  - стафилококе

  - стрептококе
- Грам-позитивне бациле
- Грам-негативне коке
- Грам-негативне бациле
- спирохете
- микоплазме
- хламидије
- рикеције (узрочнике пјегавог тифуса, мишјег тифуса, -грознице, идр.)
- нокардије
- коксиеле

Од еукариотских паразита дјелује на Plasmodium falciparum.

### Фармакокинетика
Доксициклин се брзо и комплетно ресорбује из гастроинтестиналног тракта, са максималном концентрацијом у плазми послије 1-2 сата. Полувријеме елиминације овог антибиотика износи 12-15 сати, терапијске концентрације у крви се одржавају 24 сата, што омогућава примену једном дневно. Доксициклин веома добро продире у ткива и тјелесне течности, код пацијената са реналном дисфункцијом се не акумулира (тада се већим дијелом елиминише преко жучи) и није потребна редукција дозе.

## Индикације
Инфекције изазване микроорганизмима осјетљивим на доксициклин су:
- респираторне инфекције
- урогениталне, гинеколошко-акушерске, гастроинтестиналне инфекције
- инфекције грла, ока, уха и синуса

Такође, инфекције изазване рикецијама (пјегави тифус, Q-грозница), хламидијама (лимфогранулома венерум, трахом, инклузиони конјуктивитис, неспецифични уретритис, гениталне инфекције, пнеумонија) и борелијама (кожни облик борелиоза и повратна грозница), као и пнеумоније изазване микоплазмом пнеумоније, бруцелозе, туларемије и колере се најчешће лијече доксициклином.
Доксициклин је алтернативни антибиотик за лијечење инфекција код пацијената осјетљивих на пеницилине. Такође се употребљава за терапију сифилиса и гонореје када су узрочници отпорни на пеницилин.

## Дозирање и начин примјене

### Одрасли
Првог дана се узимају 2 капсуле доксициклина, са размаком од 12 сати, а наредних 4 до 6 дана се узима по једна дневно. За лијечење тежих инфекција се узимају 2 пута дневно по једна капсула на 12 сати, 7 до 10 дана.

## Нежељена дејства
Најчешћа нежељена дејства су гастроинтестинална - мучнина, повраћање, бол у епигастријуму, дијареја; рјеђе настају суперинфекције, а ријетко ентероколитис (неспецифичан или озбиљан изазван Cl. difficile). Од других нежељених реакција могу се јавити фотоосјетљивост, појачана пигментација коже, уртикарија, осип коже. Ријетко настају анафилактичке реакције, повећање уреје у крви и тромбоцитопенија.

## Контраиндикације
Контраиндикације доксициклина су гравидитет и лактација, преосјетљивост на тетрациклине, инсуфицијенција јетре.

## Мјере опреза
Тетрациклини се акумулирају у костима и зубима фетуса и дјеце, оштећују ове структуре, те не треба да га користе дјеца млађа од 12 година и труднице.
Опрезност је потребна код хепатичке дисфункције. За вријеме узимања овог антибиотика треба избјегавати сунчање, јер је могућа појава фотоосјетљивости.

## Детаљи
Доксициклин се пакује у капсуле од по 100 mg, и могуће га је издавати само уз љекарски рецепт. Чува се на температури од 15 до 25 °C, заштићен од свјетлости и влаге. Рок употребе је 3 године, и не треба га примјењивати након истека рока.